# الحزب الليبرالي الكولومبي
الحزب الليبرالي الكولومبي PLC (بالإسبانية: Partido Liberal Colombiano)‏ هو حزب سياسي ديمقراطي اشتراكي وواحد من حزبين سياسيين تقليديين في كولومبيا، تم تأسييه في 16 يونيو عام 1848. كان في بداية الأمر حزبًا ليبراليًا فحسب، ثم تطور بعد ذلك إلى إلى حزب ذي توجه ديمقراطي اشتراكي، والتحق بالأممية الاشتراكية عام 1999. جنبًا إلى جنب الحزب المحافظ، قاما سويًا بحكم كولومبيا منذ عام 1900 وحتى عام 2002، حيث صعد إلى الحكم ألبارو أوريبي بيليث. وكانا الطرفان الحاكمان مكونين من أشخاص جادة على كل الأصعدة، مما عرضهم لانتقادات شديدة وخلافات مدنية قوية أوقعت المئات من القتلى والنازحين، وخصوصًا في الفترة التي عُرفت بفترة العنف.
هدأت الحالة مع حل أزمة الأحزاب التي تم إنشاؤها من قبل حكومة جوستابو روخاس بينيا، مما اضطره إلى الاستقالة من منصبه والموافقة على إرساء الجبهة الوطنية، حيث تناوب الطرفين على السلطة في أربع فترات رئاسية لكل منهم في الفترة من عام 1958 حتى عام 1974.